# Schloss Kleeberg

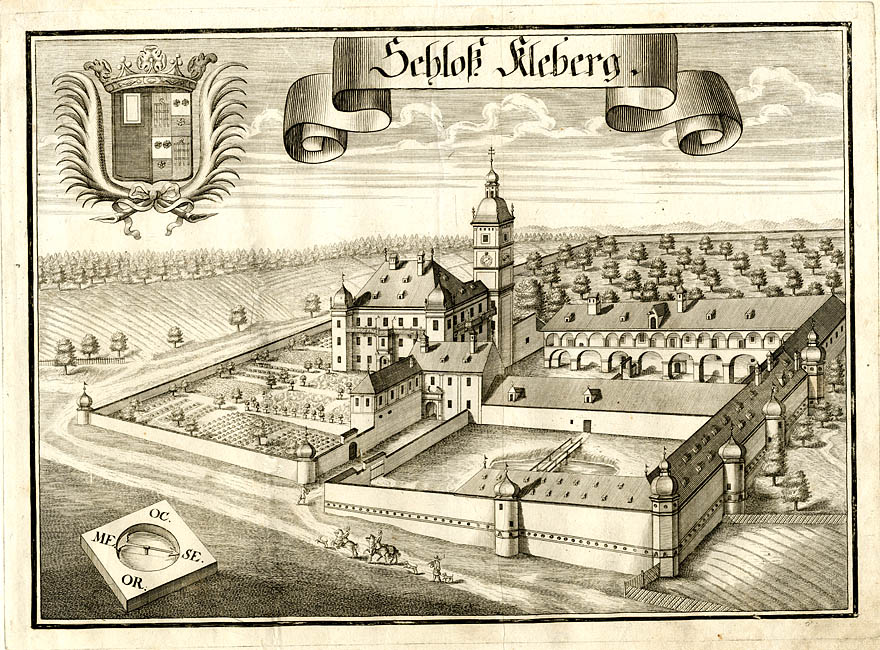
Schloß Kleeberg im 18. Jahrhundert (Stich von Michael Wening)

Schloss Kleeberg ist ein Schloss in Kleeberg, einem Ortsteil des Marktes Ruhstorf an der Rott im Landkreis Passau. Die Anlage wird als denkmalgeschütztes Baudenkmal unter der Aktennummer D-2-75-145-37 geführt. Ebenso ist sie als Bodendenkmal unter der Aktennummer D-2-7545-0226 im Bayernatlas als „mittelalterlicher Sitz und untertägige Befunde des frühneuzeitlichen Schlosses Kleeberg“ eingetragen.

## Geschichte
Bereits 1398 wird ein Simon Munster de Cleberg urkundlich erwähnt, doch ist von der mittelalterlichen Burg nichts mehr erhalten. Im 16. und 17. Jahrhundert wechselte der Besitz zwischen den Geschlechtern der Ruhstorfer und der Auer von Tobel. Das heute vorhandene Bauwerk wurde 1610 von Hans Wolf von Ruestorf auf Truchtlaching und Poigen errichtet. 1735 starben die Ruhstorfer aus. Die Schwester des letzten Ruhstorfers war mit einem Grafen Fränking verheiratet. Maximilian Ferdinand von Tauffkirchen-Ybm heiratete die aus dieser Ehe stammende Tochter und wurde dadurch Hofmarks- und Schlossherr von Kleeberg.
Die Grafen von Tauffkirchen blieben bis in die zweite Hälfte des 19. Jahrhunderts im Besitz von Kleeberg und besaßen im nahen Dorf Trostling ein eigenes Mausoleum. 1871 starb mit Max Joseph das Geschlecht der Tauffkirchen-Kleeberg im Mannesstamm aus. Seine Witwe heiratete 1877 Aloysius "Louis" Freiherrn Weiß von Starkenfels. Dessen Familie war seit 1873 auf der nahegelegenen, vormals gräflich Joner'schen, Herrschaft Tettenweis samt Schloss ansässig; er selbst war ein bedeutender Heraldiker und Genealoge, der zusammen mit Johann Kirnbauer von Erzstätt das Siebmacher-Wappenbuch über den Adel in Oberösterreich verfasste. Freiherr Weiß von Starkenfels verkaufte Kleeberg 1881 an die Freiherrn von Moreau, denen das Schloss bis heute gehört. Aktueller Schlossherr ist Karl Benedikt Freiherr von Moreau, dem 1987 Schloss Kleeberg von seinem Onkel Karl Freiherr von Moreau übergeben wurde.

## Baubeschreibung
Das dreigeschossige Herrenhaus besitzt ein Walmdach und an den vier Ecken jeweils ein Türmchen mit geschweifter Haube. Der Nordostturm ist doppelt so hoch wie die anderen und wird zudem von einer Laterne bekrönt. Um 1690 wurde das Gebäude in den Obergeschossen von dem Passauer Hofkünstler Giovanni Pietro Camuzzi mit Stuck ausgestattet.
An das zweigeschossige alte Torhaus schließt der Festsaaltrakt an. Um 1740 entstand der Festsaal, der bereits 1759 in eine Kapelle umgestaltet wurde. Ihre Decke und Nordwand werden durch eine Stuckdekoration von Johann Baptist Modler geschmückt. Im Mittelpunkt der Darstellung steht der Triumphzug der Göttin Venus auf ihrem Pfauenwagen, daneben Allegorien der vier Jahreszeiten. In der Kapelle befinden sich ein Mariahilf-Altar und Seitenfiguren von Franz Joseph Ignaz Holzinger. Modler ist möglicherweise auch der Schöpfer des Kruzifixes sowie des Ehewappens Tauffkirchen-Gugler von 1768 über dem Portal des Torbaus.